# Stephan Detjen

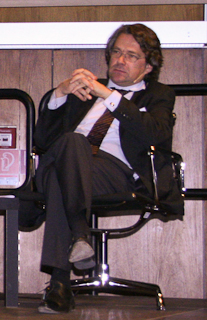
Stephan Detjen als Moderator einer Podiumsdiskussion, 2012

Stephan Detjen (* 23. Februar 1965 in Bayreuth) ist ein deutscher Journalist und Chefkorrespondent des Deutschlandradios im Hauptstadtstudio des Senders in Berlin. Von Juni 2008 bis März 2012 war er Chefredakteur des Deutschlandfunks.

## Leben
Stephan Detjen, Sohn von Ursula Detjen, geborene Vogel, und Claus Detjen, studierte nach Ende seines Wehrdienstes ab 1986 Jura und Geschichte in München, Aix-en-Provence und Speyer. Die juristische Ausbildung schloss er in den Jahren 1991 (erstes Staatsexamen) und 1994 (zweites Staatsexamen) ab, das Studium alter und neuer Geschichte im Jahr 1995 als Magister.
Ab 1992 arbeitete er in der Nachrichtenredaktion des Bayerischen Rundfunks. Von 1997 bis 1999 war er als Korrespondent für Deutschlandradio und den ARD-Hörfunk in Karlsruhe tätig und berichtete von dort über das Bundesverfassungsgericht und den Bundesgerichtshof. Danach wechselte er als Redakteur in das Berliner Studio des Deutschlandradios. Seit dem 1. Februar 2005 war er Leiter der Abteilung Aktuelle Kultur im Funkhaus Berlin. Er war dort maßgeblich an der Entwicklung des Radiofeuilletons beteiligt, einer sechsstündigen, in Form und inhaltlichem Profil neuartigen Radiosendung des nationalen Kulturradiosenders Deutschlandradio Kultur. Im Juni 2008 wurde er als Nachfolger von Dieter Jepsen-Föge Chefredakteur des Deutschlandfunks in Köln. Seit April 2012 ist er Chefkorrespondent des Deutschlandradios im Hauptstadtstudio des Senders. Seine Nachfolgerin als Chefredakteurin wurde Birgit Wentzien.
Stephan Detjen war Mitglied im Vorstand der Bundespressekonferenz von 2013 bis 2025, Mitglied im Stiftungsrat für den Friedenspreis des Deutschen Buchhandels und im Kuratorium des Deutschen Studienpreises.
Im Winter 2015 übernahm Detjen eine Bürgschaft für die legale Einreise eines syrischen Kriegsflüchtlings im Rahmen der Initiative der Flüchtlingspaten Syrien. Im Juni 2019 kritisierte Detjen den BDS-Beschluss des Deutschen Bundestages, der die Kampagne als antisemitisch einstufte. Dafür wurde Detjen vom Antisemitismusbeauftragten Felix Klein kritisiert.
2025 kündigte Detjen an, am Ende des Jahres Korrespondent des Deutschlandfunks in Paris zu werden.
Detjen ist mit der Historikerin Marion Detjen verheiratet.

## Veröffentlichungen
- mit Johannes Kreile: Rechtliche Vorgaben für die Kontrolle von Sex- und Gewaltdarstellungen im Rundfunk. In: Zeitschrift für Urheber- und Medienrecht (ZUM). 38/1994, S. 78–87.
- Redaktionshandbuch Justiz. Gerichte, Verfahren, Anwaltschaft. Zum Nachschlagen und Nachdrucken. List, München 1998, ISBN 3-471-77346-0.
- (Hrsg.): In bester Verfassung?! 50 Jahre Grundgesetz. Begleitband zur Wanderausstellung der Bundeszentrale für Politische Bildung und der Bundesrechtsanwaltskammer. O. Schmidt, Köln 1999, ISBN 3-504-10003-6.
- Das Bundesverfassungsgericht zwischen Recht und Politik. In: Aus Politik und Zeitgeschichte (ApuZ). B 37–38/2001.
- Argumente für eine freiheitliche Rechtskommunikation. Vortrag auf dem 65. Deutschen Juristentag, in: Verhandlungen des 65. Deutschen Juristentages Bonn 2004. Band II/1, S. R9–R24, C.H. Beck, München 2004.
- mit Maximilian Steinbeis und Marion Detjen: Die Deutschen und das Grundgesetz. Geschichte und Grenzen unserer Verfassung. Pantheon, München 2009, ISBN 978-3-570-55084-7 (= Bundeszentrale für politische Bildung: Schriftenreihe. Bd. 783); Bpb, Bonn 2009, ISBN 978-3-89331-939-8.
- Abschied vom Grundgesetz. Essay. In: Aus Politik und Zeitgeschichte (APuZ). 18–19/2009.
- Die Sprache des Politischen. In: Deutschlandradio (Hrsg.): Der Ort des Politischen. Politik, Medien und Öffentlichkeit in Zeiten der Digitalisierung, Vistas Medienverlag, 2012.
- mit Maximilian Steinbeis: Die Zauberlehrlinge. Der Streit um die Flüchtlingspolitik und der Mythos vom Rechtsbruch. Klett-Cotta-Verlag, Stuttgart 2019, ISBN 978-3-608-96430-1.